# Елсниц (Ерцгебирге)
Елсниц (њем. Oelsnitz/Erzgeb.) град је у њемачкој савезној држави Саксонија. Једно је од 69 општинских средишта округа Ерцгебирге. Према процјени из 2010. у граду је живјело 12.239 становника. Посједује регионалну шифру (AGS) 14521450.

## Географски и демографски подаци
Елсниц се налази у савезној држави Саксонија у округу Ерцгебирге. Град се налази на надморској висини од 330 метара. Површина општине износи 26,3 km². У самом граду је, према процјени из 2010. године, живјело 12.239 становника. Просјечна густина становништва износи 466 становника/km².